# Folha de flandres
A folha de flandres, folha estanhada ou simplesmente flandres é o nome dado à folha laminada de aço com baixo teor de carbono que é revestida em ambas as faces com estanho através do processo de eletrodeposição.

## Utilidades
Geralmente é utilizado na fabricação de latas para acondicionamento de certos alimentos e de óleos, além de utensílios domésticos e industriais devido à sua alta resistência à corrosão, mas também tem aplicações para embalagens de tintas e outros produtos químicos. 
Antigamente também eram empregadas em latas de refrigerantes e cervejas, mas o material foi substituído pelo alumínio.

## Formas de comercialização
Os tipos da chapa folha de flandres são fornecidos das seguintes formas:
- Folhas individualizadas, também conhecidas como Blanks. A comercialização, nesse caso, é realizada por tonelada;
- Pequenos rolos chamados de Slitters, fabricados com especificações padronizadas em termos de revestimento, espessura e largura a partir de bobinas;
- Bobinas com variação em largura, peso e espessura.

Embora os modelos de comercialização da chapa folha de flandres possuam qualidades específicas, todas as versões estão submetidas às normas técnicas que regulam algumas de suas principais características, que estão relacionadas à qualidade, eficiência e confiabilidade do material. 

Esta ação tem como plano de fundo o oferecimento de resistência, maleabilidade de uso, durabilidade e revestimento atóxico, sobretudo quando a chapa é utilizada em setores ligados a indústria alimentícia. Paralelamente a isso, a chapa folha de flandres ainda pode ser encontrada em duas opções com relação a seu acabamento: superfície brilhante ou fosca.